# 헤더 헤들리

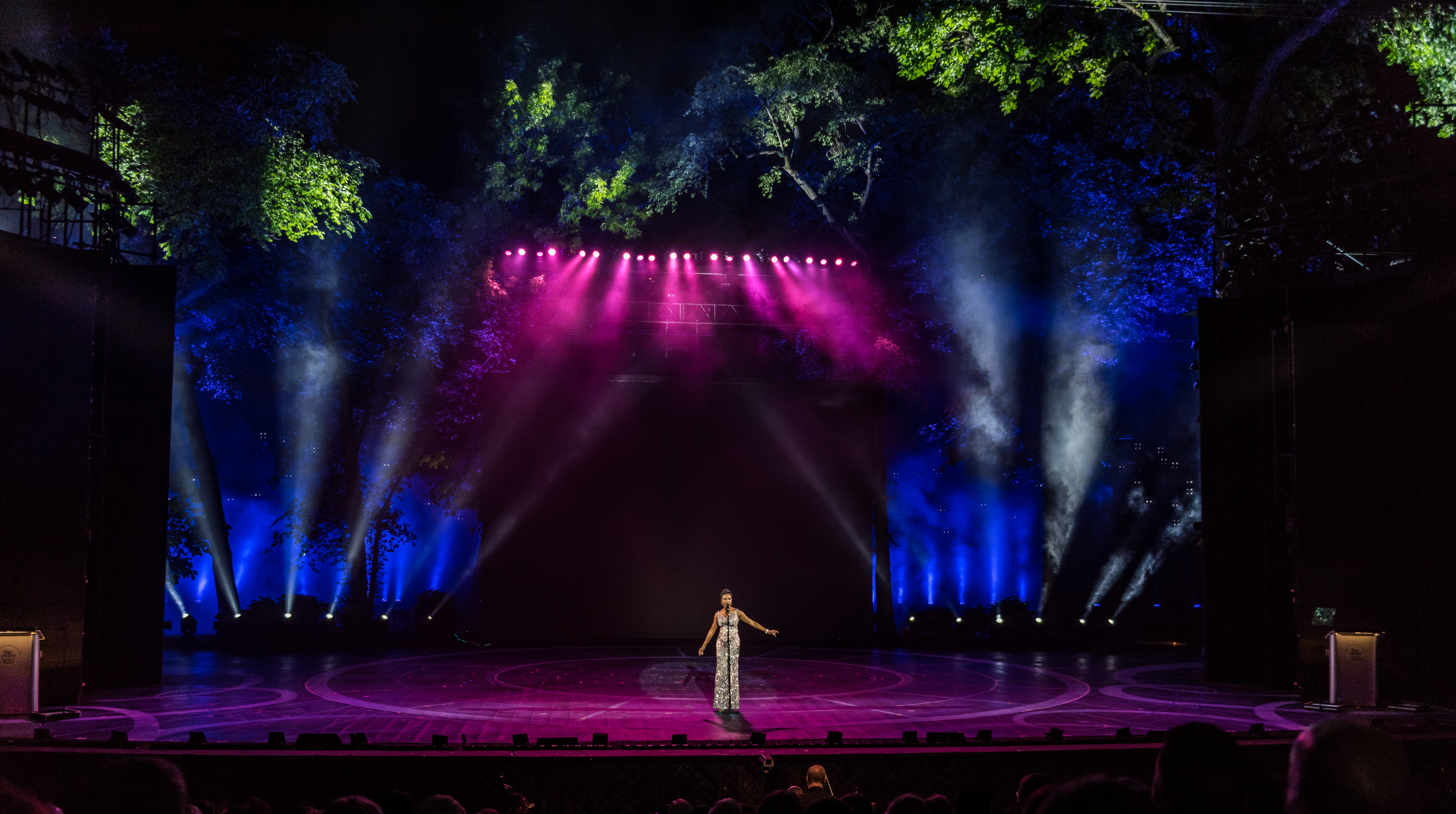

헤더 헤들리(Heather Headley, 1974년 10월 5일 ~ )는 트리니다드 토바고의 배우, 가수, 작곡가 겸 작사가, 연극 배우, 음악 프로듀서, 작곡가, 영화배우이다.

## 출연 작품

### 드라마
- 스위트 매그놀리아 (2020~2025) - 헬렌 데카터 역